# Waterfox
Waterfox (укр. вотерфокс, водяна лисиця) — open-source вебпереглядач, побудований для x64 та ARM64 систем. Він швидкий, етичний та підтримує застарілі додатки на XUL та  XPCOM, які були відкинуті Firefox'ом (починаючи з версії 57), форком котрого він є. На офіційному сайті присутні версії для Windows (включаючи портативну версію),  macOS, Linux та Android.
Waterfox базується на Firefox та скомпільований з різних компілерів та використовує Інтелову Math Kernel Library, Streaming SIMD Extensions 3 та Advanced Vector Extensions. З 50.0 версії Вотерфокса, білди Лінукса теж стали доступними та побудовані за допомогою Clang.

## Огляд
Waterfox відрізняється від Firefox наступним чином:
- Вимкнено Encrypted Media Extensions (EME)
- Вимкнено Web Runtime
- Усунено Adobe DRM
- Усунено Pocket
- Усунено телеметрію
- Усунено збирання даних
- Усунено startup profiling
- Надано можливість працювати зі всіма втулками 64-bit NPAPI
- Дозволено працювати із застарілими та без цифрового сертифіката додатками
- Усунено спонсорські сайти у новій владці
- Додано функцію дублювання вкладки
- В налаштуваннях додано функцію вибору мови (about:preferences > Загальні)
- Усталеним пошуковим рушієм наразі є Bing

## Історія
Waterfox уперше видано 27 березня 2011 року для 64-bit Windows. Білд для MacOS представлено 14 травня 2015 року, з випуском версії 38.0, білд для Linux представлено 20 грудня 2016 року, разом з випуском версії 50.0, а Андроїдовий білд уперше представлено у версії 55.2.2. 
Версія 29.0, яку випущено 22 липня 2015 року, мала білд на iOS. А з 12 травня 2015 р. до 12 листопада 2015 р., Waterfox мав власний ексклюзивний благодійний пошуковий рушій з назвою Storm. Лютого 2021 року було випущено версію G3.1.0 в якій додали підтримку розширень з Google Chrome та Opera

## Еталонні тести та використання
32-bit Firefox перевершив 64-bit Waterfox на Peacekeeper browser benchmark tests run, які проводили TechRepublic у 2012 році. 64-bit Waterfox з незначним відривом перевершив 32-bit Firefox у tests run, які проводила Softpedia у 2014. Проте у 2016 році виконання 64-bit версії Waterfox пройшло гірше ніж 64-bit версії Mozilla Firefox на бенчмарках Kraken, SunSpider, JetStream та Octane 2.0. Результати бенчмарків були опубліковані на сайті розробників, але пізніше вони були усунуті.
Waterfox був продемонстрований на заході «Pitch@Palace» у Сент-Джеймськівському палаці для Ендрю, герцога Йоркського.
Станом на 15 листопада 2016 Waterfox має 6 000 000 завантажень зі 180 країн світу.